# Alceste

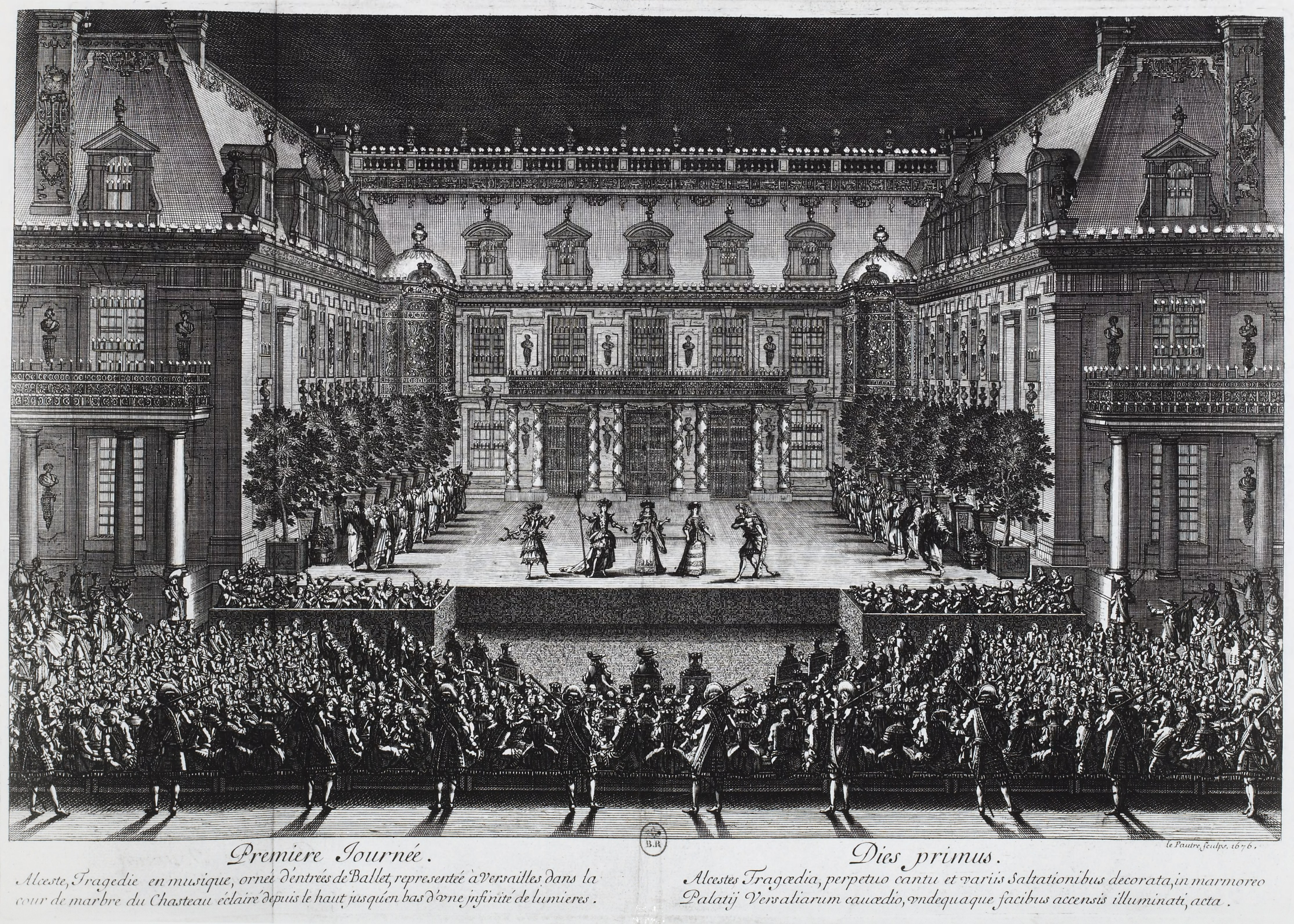
Från uruppförandet 1674.

Alceste, ou Le triomphe d'Alcide (Alkestis eller Alkeides triumf) är en opera (tragédie en musique) i en prolog och fem akter med musik av Jean-Baptiste Lully. Libretto av Philippe Quinault efter Euripides Alkestis.

## Historia
Alceste var Lullys andra tragédie en musique och en av de mest effektfulla och älskade av hans tragedier. Den behärskade under nästan ett helt århundrade den franska operascenen och trycktes i över 30 upplagor. Den uruppfördes den 19 januari 1674 i Académie Royale de musique i Paris och var en del av hyllningarna till kung Ludvig XIV:s seger över Franche-Comté samma år.

## Personer

### Prologen
- Seines nymf, Sopran
- La Gloire/Ryktbarheten Sopran
- Tuileriernas nymf Sopran
- Marnes nymf Sopran

La Gloires, najader, skogs- och flodgudar, förströelserna (balett).

### Tragedin
- Alcide/Alkeides Bas
- Lychas, hans förtrogne Haute-contre
- Céphise, Alcestes förtrogna Sopran
- Straton, Licomèdes förtrogne Bas
- Licomède/Lykomedes, Thétis bror och kung över ön Skyros Bas
- Phérés/Feres, Admètes far Tenor
- Admète/Admetos, Thessaliens kung Tenor
- Cléante, Admètes väpnare Bas
- Alceste/Alkestis, prinsessa av Iolkos Sopran
- Två tritoner 2 haut-contres
- Céphise, havsnymf Sopran
- Thétis/Thetis, nereid Sopran
- Eole/Ailos, vindarnas kung Bas
- Apollo/Apollon haut-contre
- En sörjande kvinna Sopran
- En sörjande man Bas
- Diane/Artemis Sopran
- Mercure/Hermes stum man Bas
- Charon/Karon Bas
- En avvisad skugga Sopran
- Pluton/Hades Bas
- Proserpine/Persefone Sopran
- Alcestes skugga stum roll
- Alecton, en furie haute-contre

Invånare i Thessalien, havsgudar, sjömän, soldater i Licomedes följe, thessaliska soldater, sörjande kvinnor och män, skuggor, Plutons följe, grekiska folkslag, de nio muserna, herdinnor, herdar, Kör
Fyra nordanvindar, fyra västanvindar, konsterna, pager, Alcestes följe, statister.
Sjömän, havsnymfer, tritoner, fiskare, krigiska demoner, herdar, herdinnor , balett.

## Handling
Operan utspelar sig i Thessalien, på ön Skyros och i underjorden under mytisk tid.

### Prolog
Den allegoriska prologen är ett färgrikt divertissement till en namnlös hjältes ära (kungen).

### Akt I
Glädjen över äktenskapet mellan Alceste och Admète grumlas när den svartsjuke Licomède bortför Alceste till sitt örike.

### Akt II
Alcestis begråter sitt öde men Admète och Alcide (som också älskar Alcestis) påbörjar en räddningsexpedition. Företaget är lyckosamt men Admète blir dödligt sårad. Apollon uppenbarar sig och kungör att Admète kan räddas om någon vill dö i hans ställe. En sådan person kommer att bli odödliggjord till ett monument.

### Akt III
Pherès, Admètes fader, och Céphise skyller på ålderdom respektive ungdom för att inte offra sig. När Admète ser Alcestis bild på monumentet inser han att det är hon som har offrat sig. Alcide erbjuder sig att rädda Alcestis från underjorden om Admète vill avstå henne till Alcide. Admète går med på detta, lycklig över att Alcestis kan återvända om dock inte till honom. Diana är imponerad över en sådan självuppoffring och eskorterar Alcides expedition till Hades.

### Akt IV
Pluto och Proserpina underhåller Alcestis då Alcide anländer efter att ha kedjat fast den trehövdade hunden Cerberus som vaktar ingången till dödsriket. Övertygad om att Alicides fader Jupiter inte kommer att störa ordningen i dödsriket något mer, går Pluto med på att Alcestis friges.

### Akt V
Trots att Alcestis är rörd över Alcides räddning och kärlek till henne medger hon att det är Admète som hon älskar. Djupt rörd över detta hjärtekrossande farväl mellan Alcestis och Admète accepterar Alcide äran framför kärleken då han avstår från henne. Apollon nedstiger för att medverka i det avslutande divertissementet.